# Gabriel González Chaves
Gabriel González Cháves (Itapé, Paraguay, 18 de marzo de 1961) es un exjugador y entrenador paraguayo de fútbol. Popularmente conocido como el «Loco» González, es uno de los más reconocidos e idolatrados exjugadores del Club Olimpia de Paraguay y de Colón de Argentina.

## Biografía
Como jugador del Club Olimpia, González ganó la Copa Libertadores, Supercopa Sudamericana, Recopa Sudamericana y varios campeonatos de la liga paraguaya, formando el aguerrido trío de ataque del Olimpia a principios de los noventa junto con Adriano Samaniego y Raúl Vicente Amarilla. González fue un jugador extremadamente talentoso, con buena visión, así como para la definición, lo cual le permitió jugar tanto como delantero o como volante ofensivo. 
El Loco también jugó en España, concretamente en la segunda división, donde militó en el Atlético de Madrid B (temporadas 1983-84 y 1984-85), Albacete Balompié (temporada 1985-86) y también lo hizo en Argentina en el Estudiantes de La Plata y en el Colón. En este último club, llegó a ser todo un ídolo después de conseguir el ascenso a la primera división argentina (temporada 1994-95). También jugó en Perú, demostrando su talento en el Universitario de Deportes de Lima (temporada 1996).
González se ganó el apelativo de el Loco por su conducta y también por sus «locas» habilidades desplegadas en su juego. Desafortunadamente, este comportamiento le causó problemas, especialmente en un partido en 2001, cuando, jugando en Olimpia, fue expulsado. Lo que lo llevó a reaccionar propinándole un golpe al árbitro (teniendo que ser llevado al hospital inmediatamente), por lo cual fue posteriormente sancionado con una suspensión permanente para jugar al fútbol,  la cual fue reducida a dos años y medio. Gabriel jugó un partido más cuando al ser reemplazado contra el Libertad, el 5 de marzo de 2004, anunció su retiro.
El «Loco» González, ya con cincuenta años, continuó su carrera en UNL equipo del ascenso (campeón del Apertura) de la Liga Santafesina de Fútbol (Argentina).  Archivado el 17 de julio de 2012 en Wayback Machine.
Actualmente se desempeña como director técnico en la Liga de Fútbol Gobernador Rivera.

## Clubes
| Club                      | País      | Año       |
| ------------------------- | --------- | --------- |
| 15 de mayo de Ytape       | Paraguay  | 1977-1978 |
| Luqueño                   | Paraguay  | 1979-1982 |
| Atlético Madrileño        | España    | 1983-1985 |
| Albacete                  | España    | 1986      |
| Cerro Porteño             | Paraguay  | 1986      |
| Club Guaraní              | Paraguay  | 1987      |
| Olimpia                   | Paraguay  | 1988-1993 |
| Estudiantes de La Plata   | Argentina | 1993-1994 |
| Colón                     | Argentina | 1994-1995 |
| Universitario de Deportes | Perú      | 1996      |
| Olimpia                   | Paraguay  | 1997-2001 |
| Olimpia                   | Paraguay  | 2004      |
| UNL (Liga Santafesina)    | Argentina | 2011      |

## Palmarés

### Campeonatos nacionales
| Título           | Club    | País     | Año                                      |
| ---------------- | ------- | -------- | ---------------------------------------- |
| Torneo República | Olimpia | Paraguay | 1992                                     |
| Liga paraguaya   | Olimpia | Paraguay | 1988, 1989, 1993, 1997, 1998, 1999, 2000 |

### Copas internacionales
| Título                 | Club    | País     | Año  |
| ---------------------- | ------- | -------- | ---- |
| Copa Libertadores      | Olimpia | Paraguay | 1990 |
| Supercopa Sudamericana | Olimpia | Paraguay | 1990 |
| Recopa                 | Olimpia | Paraguay | 1990 |